# Pratapsingh Rane

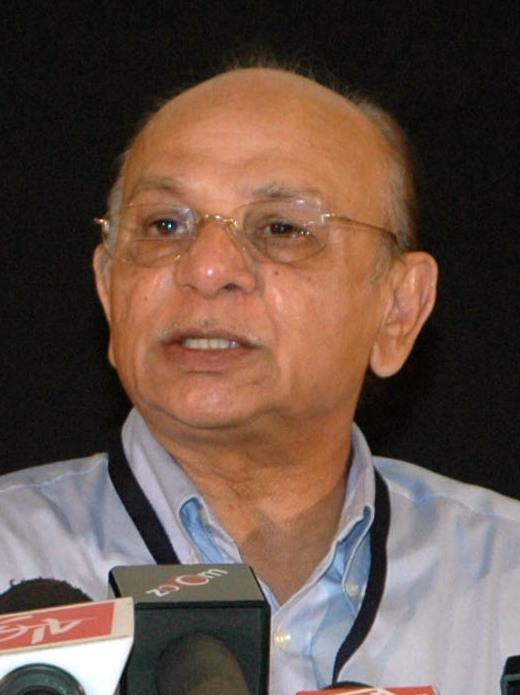
Pratapsingh Rane

Pratapsingh Rane, född 28 januari 1939, är en indisk politiker i delstaten Goa. Rane har varit premiärminister (Chief Minister) i delstaten fyra gånger; först från 1980 till 1989, sedan under tre månader 1990, från 1994 till 1999 och från  3 februari 2005 till 3 mars samma år.